# Apeadeiro de Carvalha

Mapa da Linha do Minho. O Apeadeiro de Carvalha aparece entre Vila Nova de Cerveira e S. Pedro da Torre.

O Apeadeiro de Carvalha é uma gare da Linha do Minho, que serve a localidade de Carvalha, no concelho de Vila Nova de Cerveira, em Portugal.

## Descrição
O Apeadeiro de Carvalha tem acesso pelo Largo do Sobral, no concelho de Vila Nova de Cerveira.

## História
O troço da Linha do Minho entre Caminha e São Pedro da Torre, onde este apeadeiro se situa, abriu à exploração no dia 15 de Janeiro de 1879.
Em Junho de 1913, esta interface possuía a categoria de paragem; já em 1985 tinha sido entretanto promovido à categoria de apeadeiro.

Em 2021, após obras de reparação e eletrificação, começaram a circular neste troço (Viana-Valença) comboios elétricos.